# دهستان مایونا
دهستان مایونا (به لاتین: Mayona Gewog) یک دهستان در کشور بوتان است که در ناحیهٔ سامتس واقع شده‌است.